# Frédéric de Schleswig-Holstein-Sonderbourg-Glücksbourg
Frédéric de Schleswig-Holstein-Sonderbourg-Glücksbourg, (en allemand Friedrich von Schleswig-Holstein-Sonderburg-Glücksburg) est né au château de Gottorf le 23 octobre 1814 et mort au château de Louisenlund le 11 mai 1885. Il est duc de Schleswig-Holstein-Sonderbourg-Glücksbourg de 1878 à 1885. Il est le frère aîné du roi Christian IX de Danemark.

## Biographie

### Premières années

#### Naissance et famille

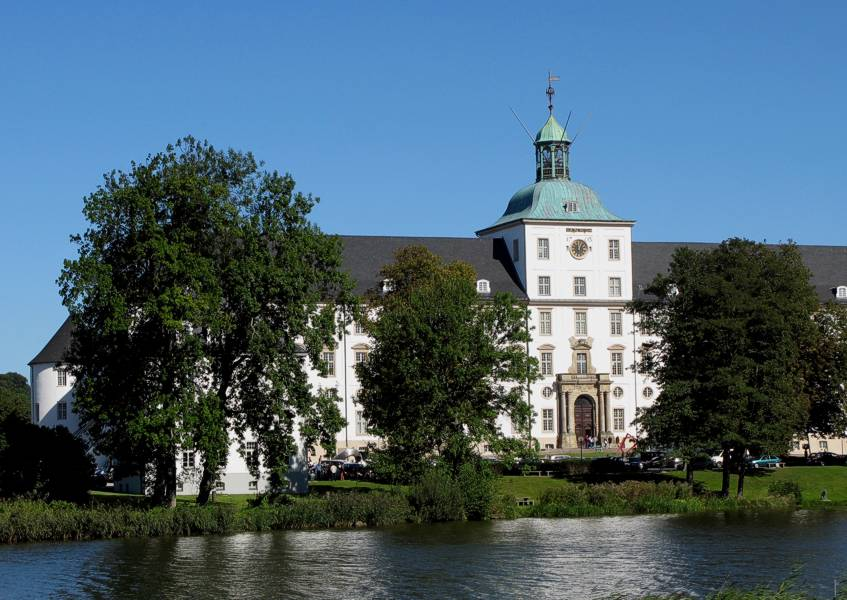
Le château de Gottorf en 2007.

Frédéric est le second fils et le quatrième des dix enfants de Frédéric-Guillaume de Schleswig-Holstein-Sonderbourg-Glücksbourg et de Louise-Caroline de Hesse-Cassel. Il est le frère aîné du roi Christian IX de Danemark (1818-1906), ce qui l’apparente à la plupart des dynasties européennes de son époque (Russie, Royaume-Uni, Grèce, Norvège, Hanovre, etc.).
Le prince Frédéric voit le jour le 23 octobre 1814 à la résidence de ses grands-parents, le château de Gottorf près de la ville de Schleswig au duché de Schleswig. Il est le deuxième fils du duc Frédéric-Guillaume de Schleswig-Holstein-Sonderbourg-Beck et de son épouse la princesse Louise-Caroline de Hesse-Cassel.
Lorsque le prince Frédéric voit le jour, son père est le chef de la maison ducale de Schleswig-Holstein-Sonderbourg-Beck, une branche cadette inférieure de la Maison d'Oldenbourg, la famille royale de Danemark. La famille descend d'un fils cadet du roi Christian III de Danemark, le duc Jean de Schleswig-Holstein-Sonderbourg, dont le petit-fils Auguste-Philippe acquit le manoir de Beck en Westphalie, après quoi la lignée fut nommée Schleswig-Holstein-Sonderbourg-Beck.
Sa mère est la plus jeune fille du landgrave Charles de Hesse-Cassel, un prince d'origine allemande, qui, cependant, avait grandi à la cour danoise et avait épousé la plus jeune fille du roi Frédéric V de Danemark, la princesse Louise de Danemark. Il avait fait carrière au Danemark, où il était maréchal et gouverneur de la couronne danoise dans les duchés de Schleswig et Holstein.

#### Jeunesse

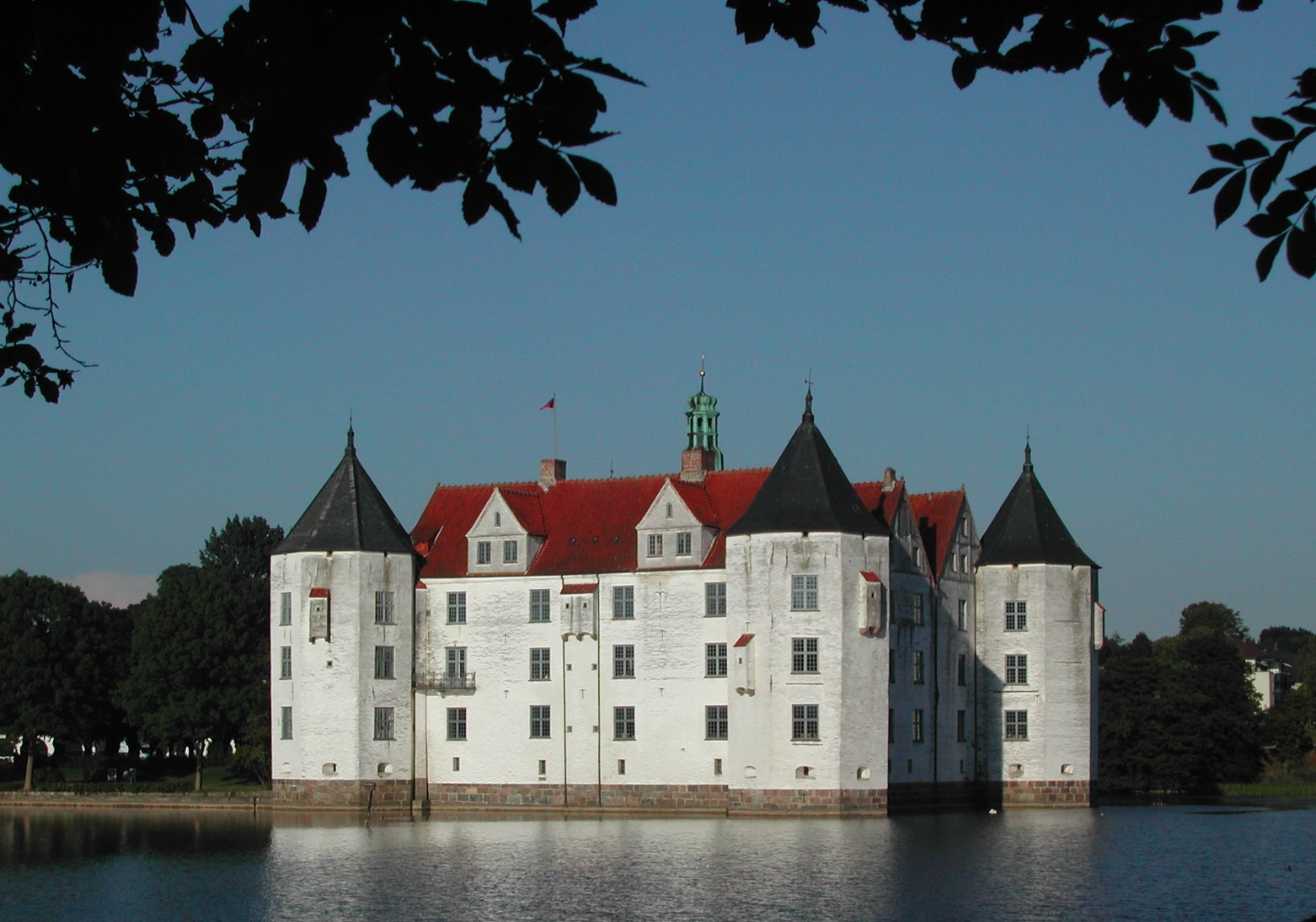
Le château de Glücksbourg au Schleswig-Holstein, résidence éponyme de la famille.

Le jeune prince grandit initialement aux côtés de ses parents et ses nombreux frères et sœurs chez ses grands-parents maternels au château de Gottorf, la résidence habituelle des gouverneurs des duchés de Schleswig et Holstein. En 1824, la veuve du dernier duc de la branche ainée de la maison ducale de Schleswig-Holstein-Sonderbourg-Glücksbourg, Frédéric-Henri-Guillaume, décédé en 1779. En conséquence, le roi Frédéric VI de Danemark peut accorder en 1825 le château de Glücksbourg, situé un peu au sud du fjord de Flensbourg, non loin de la ville de Flensbourg, et le titre de duc de Schleswig-Holstein-Sonderbourg-Glücksbourg au duc Frédéric-Guillaume, qui fonde ainsi la branche cadette de Schleswig-Holstein-Sonderbourg-Glücksbourg. Aussi le jeune prince Frédéric modifie son titre en remplaçant « Beck » par « Glücksbourg ».

En tant que nouveau duc, Frédéric-Guillaume s'installe avec sa famille au château de Glücksbourg, où les enfants continuent leur éducation sous la supervision de leur père. Le duc écrit à un ami :
« J'élève mes fils avec rigueur pour qu'ils apprennent à obéir, sans manquer de les rendre disponibles aux demandes et aux exigences d'aujourd'hui. »
Cependant, le duc Frédéric-Guillaume meurt à l'âge de 46 ans seulement le 17 février 1831 d'un rhume qui s'était transformé en pneumonie et, à la discrétion du duc, en scarlatine, qui avait déjà touché deux de ses enfants. Il laisse une veuve et dix enfants.

### Duc de Schleswig-Holstein-Sonderbourg-Glücksbourg

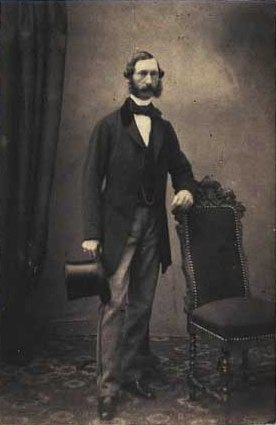
Le duc Frédéric de Schleswig-Holstein-Sonderbourg-Glücksbourg.

Le 24 octobre 1878, à la mort sans postérité de son frère aîné Charles, il lui succède en qualité de chef de la branche ducale de Schleswig-Holstein-Sonderbourg-Glücksbourg.
Le duc Frédéric décède à l'âge de 71 ans le 27 novembre 1885 au château de Grünholz près d'Eckernförde dans la province du Schleswig-Holstein. Son fils aîné, Frédéric-Ferdinand, lui succède.

### Mariage et descendance
Le 16 octobre 1841 à Bückeburg, Frédéric de Schleswig-Holstein-Sonderbourg-Glücsbourg épouse Adélaïde de Schaumbourg-Lippe (née à Bückeburg le 9 mars 1821 et morte à Itzehoe le 30 juillet 1899), (fille du prince Georges-Guillaume de Schaumbourg-Lippe et de la princesse Ida de Waldeck-Pyrmont). Le couple divorce le 17 mars 1848 et se remarie à Turin le 7 mai 1854.
Cinq enfants sont nés de cette union :
- Augusta de Schleswig-Holstein-Sonderbourg-Glücksbourg (1844-1932), en 1884, elle épouse Guillaume de Hesse-Philippsthal-Barchfeld (1831-1890), (fils de Charles de Hesse-Philippsthal-Barchfeld)

- Frédéric-Ferdinand de Schleswig-Holstein-Sonderbourg-Glücksbourg (1855-1934), duc de Schleswig-Holstein-Sonderbourg-Glücksbourg

- Louise de Schleswig-Holstein-Sonderbourg-Glücksbourg (1858-1936), en 1891 elle épouse le prince Georges-Victor de Waldeck-Pyrmont (†1893)

- Marie de Schleswig-Holstein-Sonderbourg-Glücksbourg (1859-1941), elle est abbesse de Itzehoe

- Albert de Schleswig-Holstein-Sonderbourg-Glücksbourg (1863-1948), lieutenant-général dans l'armée prussienne, en 1906, il épouse Ortude d'Isembourg (1879-1918). Veuf, il épouse en 1920 Hertha d'Isembourg (1883-1972), (cinq enfants dont Jean de Schleswig-Holstein (1911-tué en 1941) adopté par Frédéric Auguste de Schleswig-Holstein-Sonderbourg-Augustenbourg)

## Généalogie
Frédéric de Schleswig-Holstein-Sonderbourg-Glücksbourg appartient à la quatrième branche (lignée de Schleswig-Holstein-Sonderbourg-Beck) issue de la première branche de la Maison de Schleswig-Holstein-Sonderbourg, elle-même issue de la première branche de la Maison d'Oldenbourg. Il est notamment l'ascendant d'Ernest-Auguste de Hanovre (1954-) (Ernest-Auguste V de Hanovre).

## Honneurs
- Grand-croix de l'ordre de Dannebrog (Danemark, 22 mai 1840).
- Chevalier de l'ordre de l'Éléphant (Danemark, 18 septembre 1843).
- Grand-croix de l'ordre d'Albert l'Ours (Anhalt, 7 novembre 1852).
- Grand-croix de l'ordre du Lion d'or (Hesse-Cassel).
- Chevalier 1re classe de l'ordre de Sainte-Anne (Empire russe).